# Sacred Bones Records
Sacred Bones Records is een onafhankelijk platenlabel dat in 2007 opgericht werd. Het label is gevestigd in Brooklyn in New York.
De filmregisseurs David Lynch en John Carpenter zijn allebei aan het label verbonden. Beiden houden zich naast hun werk als regisseur bezig met het componeren van muziek. Sacred Bones Records heeft tevens de soundtrack van de door David Lynch geregisseerde film Eraserhead opnieuw uitgebracht.
De helft van de opbrengsten van een album gaat naar Sacred Bones Records, en de andere helft naar de artiest. De masters van een album zijn geen eigendom van het label: het label huurt de masters voor een bepaalde tijd en onder bepaalde voorwaarden, die per artiest anders zijn.

## Hoesontwerpen
De meeste platenhoezen van Sacred Bones Records worden volgens een vast stramien ontworpen. Het logo van het platenlabel, een ouroboros om een driehoek, is op elke platenhoes in de linkerbovenhoek geplaatst. Aanvullende informatie over het album staat op de voorkant, in plaats van op de achterkant: In de rechterbovenhoek staan rechts uitgelijnd de albumtitel, de naam van de artiest, het jaar waarin het album is uitgegeven, en de volledige tracklist. De hoesafbeelding is meestal binnen een kader onder de tekst en het logo geplaatst. Soms bedekt de afbeelding de gehele platenhoes, maar dan is er wel voor gezorgd dat de tekst bovenaan nog steeds leesbaar is. Deze huisstijl is gebaseerd op de grafische vormgeving van de platenhoezen van jazzlabels uit de jaren 1960, zoals Impulse! Records. De kenmerkende vormgeving werd bedacht door oprichter Caleb Braaten en artdirector David Correll. Correll noemde in een interview met Village Voice ook Penguin Books en de Britse onafhankelijke platenlabels 4AD en Factory Records als inspiratiebronnen. Zo noemde hij de vormgever van Factory Records, Peter Saville, bij name. Ook stelde hij dat Saville de reden was dat hij grafisch vormgever was geworden.
Een aantal artiesten maakten uiteindelijk bezwaar tegen het aan hun opgelegde hoesontwerp, en eisten meer artistieke vrijheid voor de ontwerpen van hun tweede en derde albums. Naar aanleiding hiervan voerde Sacred Bones Records een tweede soort hoesontwerp in, waarop de hoestekst veel kleiner wordt weergegeven. Dit hoesontwerp is onder andere gebruikt voor Tomorrow's Hits van The Men, Shadow of the Sun van Moon Duo, en Versions van Zola Jesus.

## Artiesten

### Huidige artiesten
| - Alexander Heir - Amen Dunes - Blanck Mass - John Carpenter - Case Studies - Jacqueline Castel - Cheena - Lee Brown Coye - Crystal Stilts - Cult of Youth - Destruction Unit - Dream Police | - Exploded View - Föllakzoid - Gary War - The Holydrug Couple - Jenny Hval - Institute - Caleb Landry Jones - Led Er Est - Lust for Youth - David Lynch - Marching Church - Molchat Doma | - Rose McDowal - The Men - Wymond Miles - Moon Duo - Marissa Nadler - Part 1 - Pharmakon - Pop. 1280 - Psychic Ills - Jozef van Wissem & Jim Jarmusch - Hilary Woods - Zola Jesus |

### Voormalige artiesten
| - 13th Chime - Anasazi - The Bitters - Blank Dogs - Boris - Children’s Hospital - Christmas Island - The Cultural Decay - Daily Void - Dead Luke - Effi Briest - Electric Bunnies - Max Elliott - Factums | - The Fresh & Onlys - His Electro Blue Voice - Human Eye - Hunchback - The Hunt - Mac Blackout - Medication - Meth Teeth - Naked on the Vague - Nerve City - Nice Face - The Pink Noise - Prolife | - The Rebel - Religious Knives - Carl Simmons - Slug Guts - Spirit Photography - Timmy’s Organism - Trop Tard - TR/ST - U.V. PØP - Vermillion Sands - Vex - Vår - Woods |